# GATE (曲)
「GATE」（ゲート）は、小林武史×伊藤由奈×ミハイル・プレトニョフの楽曲。2008年6月11日に着うたが配信限定リリースされた。

## 解説
- 原爆の火を題材にした映画『GATE』に強く感動した日本の音楽家・小林武史が監督のマット・テイラーの依頼を受け、製作した楽曲。ボーカリストにはハワイ出身の女性歌手・伊藤由奈が選ばれ、バックのオーケストラにはミハイル・プレトニョフ率いるロシア・ナショナル管弦楽団を迎え、「日本×アメリカ×ロシア」の夢のコラボレーションが誕生した。
- 「GATE」は2011年現在、伊藤のシングルやアルバムには一切収録されておらず（着うたフルの配信もされていない）、2009年7月22日に先行発売された同映画のサウンドトラックCDのみに収録されている。サウンドトラックは一般発売されておらず、同映画の公式ホームページの通信販売や公開対象映画館で販売されている。
- 伊藤は2008年7月18日に小林主催の野外フェス「ap bank fes '08」の前夜祭にシークレットゲストとして出演した。その模様がDVD『ap bank fes '08』に収録されている。

### 誕生のいきさつ[1]
小林とテイラーがボーカリストの選定において重視したポイントはふたつ。
- 女性ボーカルであること
  - 攻撃性のある男性の声ではなく、大きく包み込んでくれる母性のような歌声が、映画には必要だと考えたから。
- 英語が堪能であること
  - この映画は日本だけでなく、広く世界で見てほしい。そのために日本語と英語の両バージョンを製作したいと考えたから。

その2点から日本人ながら、アメリカ人でもある彼女以外にボーカリストはいないと判断し、伊藤由奈が抜擢された。